# Piazza Durbar (Katmandu)
Piazza Durbar di Katmandu (वसन्तपुर दरवार क्षेत्र, Basantapur Darbar Kshetra) sita di fronte al vecchio palazzo Reale è una delle tre piazze Durbar della Valle di Katmandu in Nepal. Ognuna di esse è anche Patrimonio mondiale UNESCO dal 1979.
La piazza ha custodito i palazzi della dinastia Malla e degli Shah che governarono la città. Lungo questi palazzi la piazza crea dei quadrilateri che rivelano cortili e templi. È noto come Hanuman Dhoka Durbar Square, sia un nome derivato da una statua di Hanuman, la scimmia devota a Rāma, presso l'ingresso del palazzo.
Diversi edifici della piazza sono crollati a causa del forte terremoto del 25 aprile 2015. La piazza era circondata da un'architettura spettacolare e mette ancora oggi in mostra le competenze degli artisti e degli artigiani Newari nel corso dei secoli. Il Palazzo Reale era originariamente in piazza Dattaraya e successivamente è stato spostato nella piazza Durbar.

## Storia

### La centralità della piazza nella storia
La predilezione per la costruzione di palazzi reali in questo sito risale al già nel periodo Licchavi, cioè nel terzo secolo; anche se gli attuali palazzi e templi sono stati sottoposti a ripetuti lavori di ristrutturazione, nessuna traccia resta di quel periodo. Nomi come Gunapo e Gupo, che sono i nomi riferiti ai palazzi della piazza nelle prime scritture, implicano che siano stati costruiti da Gunakamadev, un re della fine del X secolo.
Quando Katmandu divenne indipendente sotto il dominio del re Ratna Malla (1484-1520), i palazzi della piazza vennero in residenze Reali per la dinastia dei Malla. Quando Prithvi Narayan Shah invase la valle di Katmandu nel 1769, favorì questa piazza proprio per il suo palazzo. I successivi re della dinastia Shah hanno continuato a governare dalla piazza fino al 1896, quando si sono mossi verso il palazzo Narayan Hiti.
La piazza tuttavia si è mantenuta come il centro di importanti eventi reali come l'incoronazione di re Birendra Bir Bikram Shah nel 1975 e re Gyanendra Bir Bikram Shah nel 2001.

### I monumenti più antichi

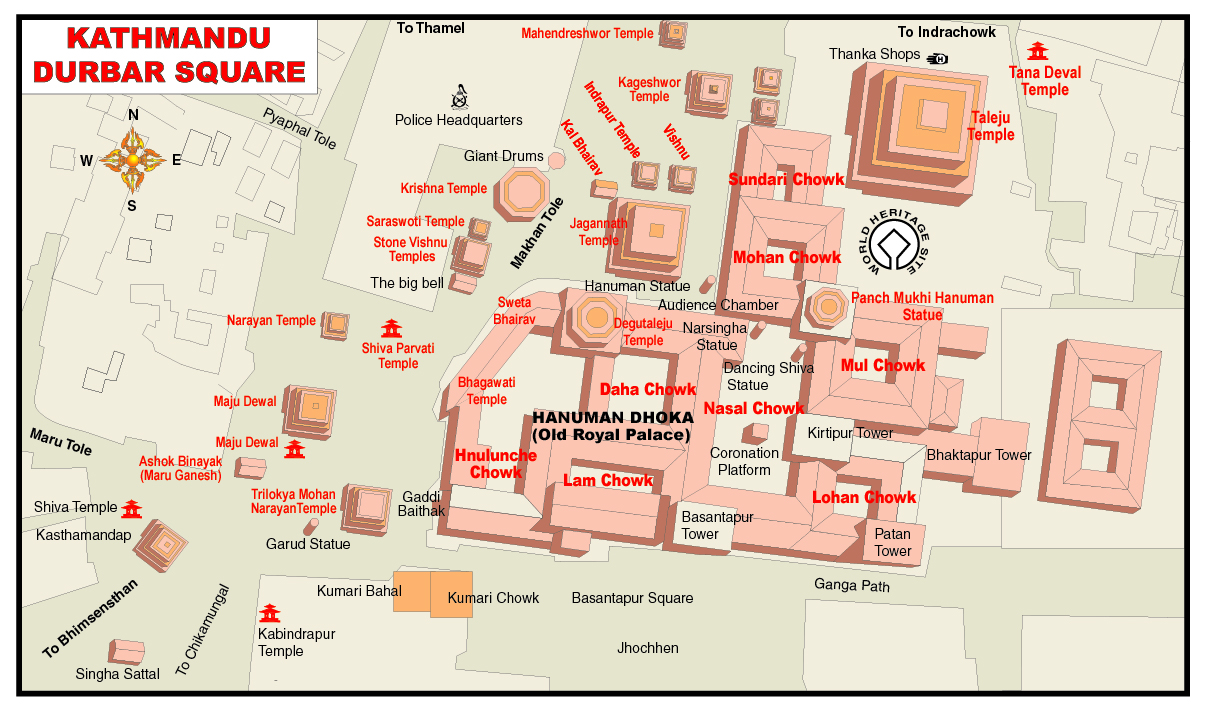
Mappa di piazza Durbar

Anche se non ci sono degli archivi scritti che attestino la storia di Piazza Durbar, la costruzione del palazzo principale nella piazza è accreditato a Sankharadev (1069-1083). Come primo re della città di Katmandu indipendente, Ratna Malla si dice abbia costruito il tempio di Taleju nel lato nord del palazzo nel 1501. Se ciò fosse vero, allora il tempio avrebbe dovuto essere stato costruito in stile vihara come parte del palazzo che circonda il cortile di Mul Chowk (chowk significa piazza in lingua Hindi), infatti non ci sono evidenze di una separazione tra le strutture che si trovano all'interno della piazza.

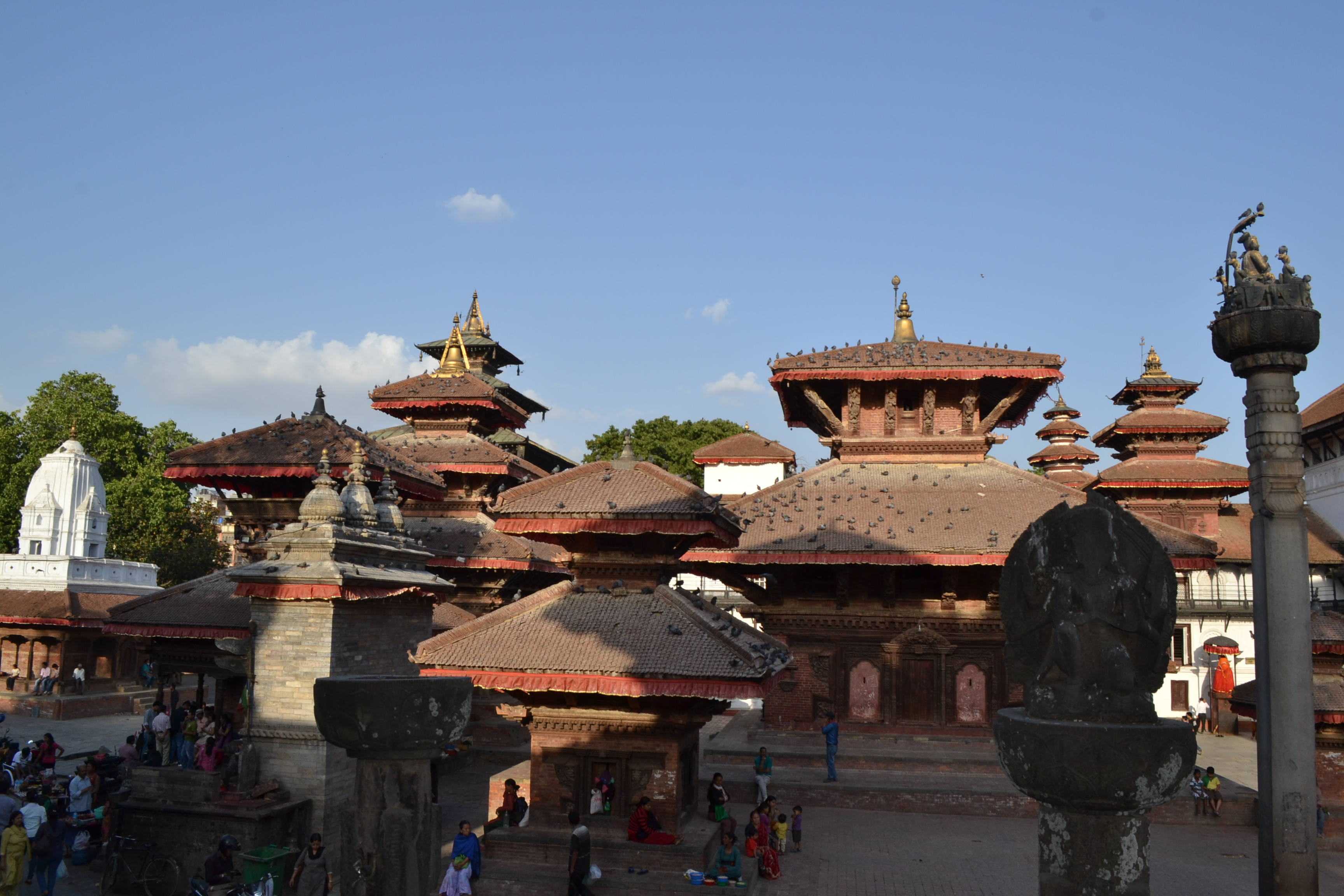
Hanumandhoka (il palazzo reale) in una giornata di sole

La costruzione di Karnel Chowk non è chiaramente indicata in tutte le iscrizioni storiche; anche se è probabilmente la più antica tra tutte le corti della piazza. Il tempio di Bhagavati, originariamente conosciuto come Tempio Narayan, si erge sopra i palazzi che lo circondano ed è stato aggiunto durante il tempo di Jagajaya Malla nel primo Settecento. L'idolo Narayan all'interno del tempio venne rubato, così Prithvi Narayan Shah l'ha sostituito con l'immagine di Bhagavati, trasformando completamente il nome del tempio.
I templi più antichi della piazza sono quelli costruiti da Mahendra Malla (1560-1574). Essi sono il tempio di Jagannath, Kotilingeswara Mahadev, Mahendreswara e il Tempio di Taleju. Quest'ultimo a tre tetti è stato fondato nel 1564, in uno stile architettonico tipico newari ed è elevato su una piattaforma che forma una struttura piramidale. Si dice che Mahendra Malla, quando risiedeva a Bhaktapur, era molto devoto a questo tempio; la Dea soddisfatta della sua devozione gli diede una visione chiedendogli di costruire un tempio per lei nella piazza Durbar a Katmandu. Con l'aiuto di un eremita progettò il tempio dandogli la sua forma attuale, così la Dea grata entrò nel tempio sotto forma di un'ape.
I suoi successori Sadasiva (1575-1581), suo figlio Shiva Simha (1578-1619) e suo nipote Laksmi Narsingha (1619-1641), non sembrano aver fatto importanti integrazioni nella piazza. Durante questo periodo di tre generazioni le uniche costruzioni avviate sono state il Tempio Degutale dedicato alla Dea Madre Taleju (Shiva Simha) e qualche miglioramento nel palazzo reale (Laksminar Simha).

### Sotto Pratap Malla

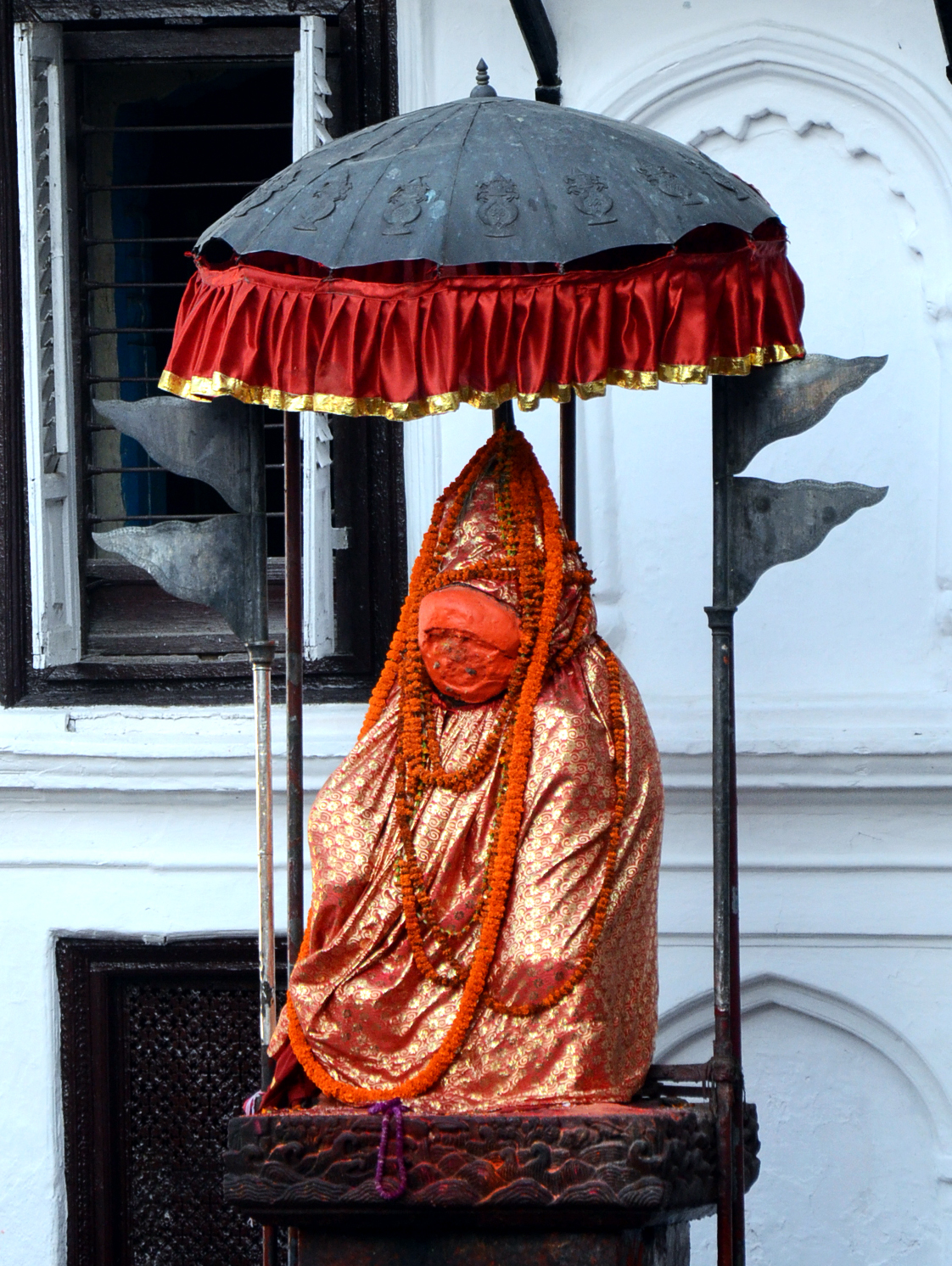
La statua di Hanuman

Al tempo di Pratap Malla figlio di Laksminar Simha, la piazza è stata sviluppata ulteriormente. Egli era un intellettuale, un devoto e soprattutto interessato alle arti. Si definiva un Kavindra, re dei poeti, e si vantava di aver appreso quindici lingue. Costruttore appassionato, a seguito della sua incoronazione come re, iniziò subito gli ampliamenti nel suo palazzo reale; ricostruì alcuni vecchi templi e ne eresse di nuovi, assieme a santuari e stupa.
Durante la costruzione del suo palazzo, ha aggiunto un piccolo ingresso in stile Newari tradizionale, basso e stretto. La porta era riccamente decorata con sculture e dipinti di divinità di buon auspicio anche se successivamente è stato trasferito per l'ingresso di Mohan Chowk. Di fronte all'ingresso pose la statua di Hanuman pensando che avrebbe rafforzato il suo esercito e protetto la sua casa. L'ingresso conduce a Nasal Chowk, il cortile invece è il luogo dove avvengono la maggior parte degli eventi reali come incoronazioni, spettacoli e Yagya i riti del fuoco santo. È stato nominato dopo Nasadya, il Dio della Danza.
Durante il tempo di Pratap Malla le maschere sacre, i drammi e le danze venivano prodotti in Nasal Chowk ed erano piuttosto famosi. In uno di questi drammi, si dice che Pratap Malla abbia recitato il ruolo di Visnù e che lo Spirito del Signore sia rimasto nel corpo del re anche dopo lo spettacolo. Dopo aver consultato i suoi capi tantrici, ha ordinato una pietra di Vishnu nella sua incarnazione come Nara Simha, metà leone e metà semi-umano, e poi trasferito lo spirito nella pietra. Questa bella immagine di Nara Simha realizzata nel 1673 si trova ancora nella Nasal Chowk.
Nel 1650, ha commissionato la costruzione di Mohan Chowk all'interno del palazzo. Questo chowk rimase nel cortile dell'antica residenza reale per molti anni e si credeva di poter accumulare una grande quantità di tesori sotto la sua superficie. Pratap Malla ha anche costruito Sundari Chowk in questo periodo. Ha messo una lastra incisa con righe in quindici lingue e ha proclamato che chi riusciva a capire l'iscrizione sarebbe stato in grado di produrre un flusso di latte al posto dell'acqua di Tutedhara, una fontana posta tra le pareti esterne del Mohan Chowk. Tuttavia la nascita di queste costruzioni potrebbero essere state destinate semplicemente per sottolineare i suoi lussi, oltre a mostrare l'importanza della devozione verso la divinità. Egli ha fatto anche ampie donazioni ai vari templi che aveva reso più grandi. Accanto al palazzo reale, ha costruito un tempio di Krishna, il Vamsagopala, in una forma ottagonale del 1649. Ha dedicato questo tempio alle sue due mogli indiane, Rupamati e Rajamati, in quanto entrambe erano morte nello stesso anno in cui è stato costruito. In Mohan Chowk, eresse il tempio Agamachem a tre tetti e un tempio unico con cinque tetti sovrapposti. Dopo il completamento ripristinò il Mul Chowk, facendo anche una donazione all'adiacente Tempio di Taleju cui ha donato porte di metallo nel 1670. Ha ricostruito il Tempio Degutale costruito dal nonno, Siva Simha, e il Tempio di Taleju nella piazza del palazzo. Come sostituto del tempio Indreswara Mahadeva nel lontano villaggio di Panauti costruì un tempio di Shiva, Indrapura, vicino al suo palazzo. Egli ha fatto scolpire inoltre degli inni sulle pareti del tempio Jagannath come preghiere di Taleju, sotto forma di Kali.
All'estremità meridionale della piazza, nei pressi di Kasthamandap che è stato il principale incrocio della città per primi commercianti, ha costruito un altro padiglione chiamato Kavindrapura, il palazzo del re dei poeti. In questa dimora ha impostato un idolo di Shiva danzante, Nasadyo, che oggi è molto venerato dai ballerini della Valle.

Nel processo di abbellimento del suo palazzo ha aggiunto fontane, stagni e bagni in Sundari Chowk; in particolare lo stagno Naga Pokhari, nel palazzo ornato con Nagakastha, un serpente di legno che si dice che aveva chiesto di rubare dallo stagno reale di Piazza Durbar a Bhaktapur. Egli restaurò le sculture in pietra Licchavi come il Jalasayana Narayana, il Kaliyadamana, e il Kala Bhairava. Un idolo di Jalasayana Narayana è stato posto in uno stagno appena creato nel giardino Bhandarkhal, nell'ala orientale del palazzo. Come sostituto per l'idolo di Jalasayana Narayana in Buddhanilkantha, ha incanalato l'acqua dal Buddhanilkantha al laghetto nel Bhandarkhal. Il Kalyadana, una manifestazione del Signore Krishna che distrugge Kaliya, un serpente d'acqua, venne posto in Kalindi Chowk, che è adiacente al Mohan Chowk. L'immagine di spaventosa di Bhairava è collocata vicino al tempio di Jagannath, questa immagine è al centro dei culto della Chowk soprattutto durante Durga Puja.

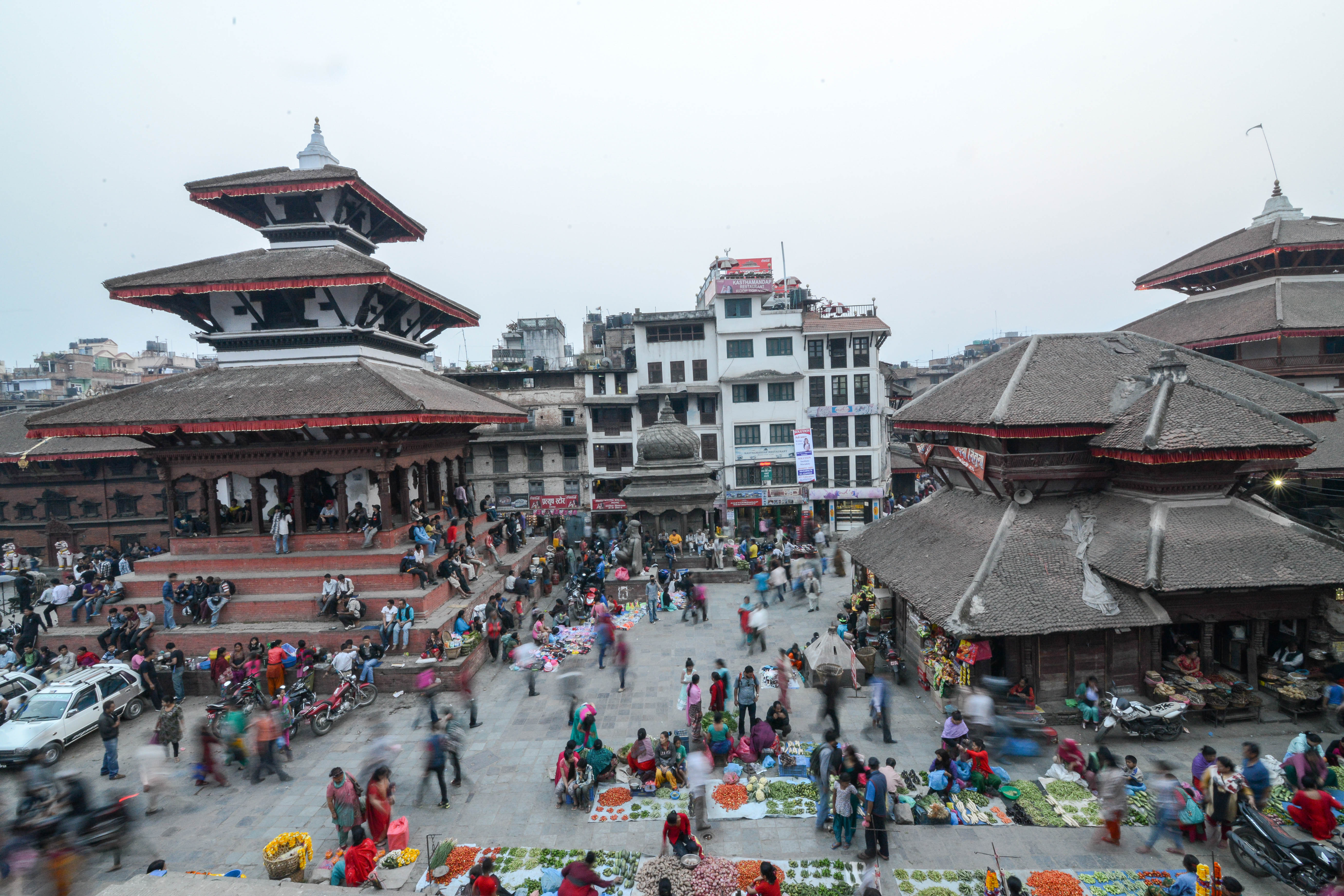
Il tempio Trailokya Mohan Narayan

Con la morte di Pratap Malla nel 1674, l'enfasi generale sull'importanza della piazza si è arrestata. I suoi successori hanno mantenuto un potere relativamente insignificante e i ministri più importanti hanno preso il controllo della maggior parte del governo reale. I ministri hanno incontrato poca influenza in questi re e sempre pi, l'interesse delle arti e delle aggiunte alla piazza si è perso. Si sono concentrati meno sulla cultura che caratterizzava Pratap Malla nel corso dei tre decenni successivi alla sua morte, governando la città e il paese con poche costruzioni minori apportate in piazza. Questi progetti includono il palazzo Parthivendra Malla un tempio denominato Trailokya Mohan o Dasavatara, dedicato al Signore Vishnu del 1679. Una grande statua di Garuḍa, il monte del Signore Vishnu venne aggiunto di fronte ad essa un decennio più tardi. Parthivendra Malla ha aggiunto un pilastro con l'immagine della sua famiglia di fronte al Tempio di Taleju.

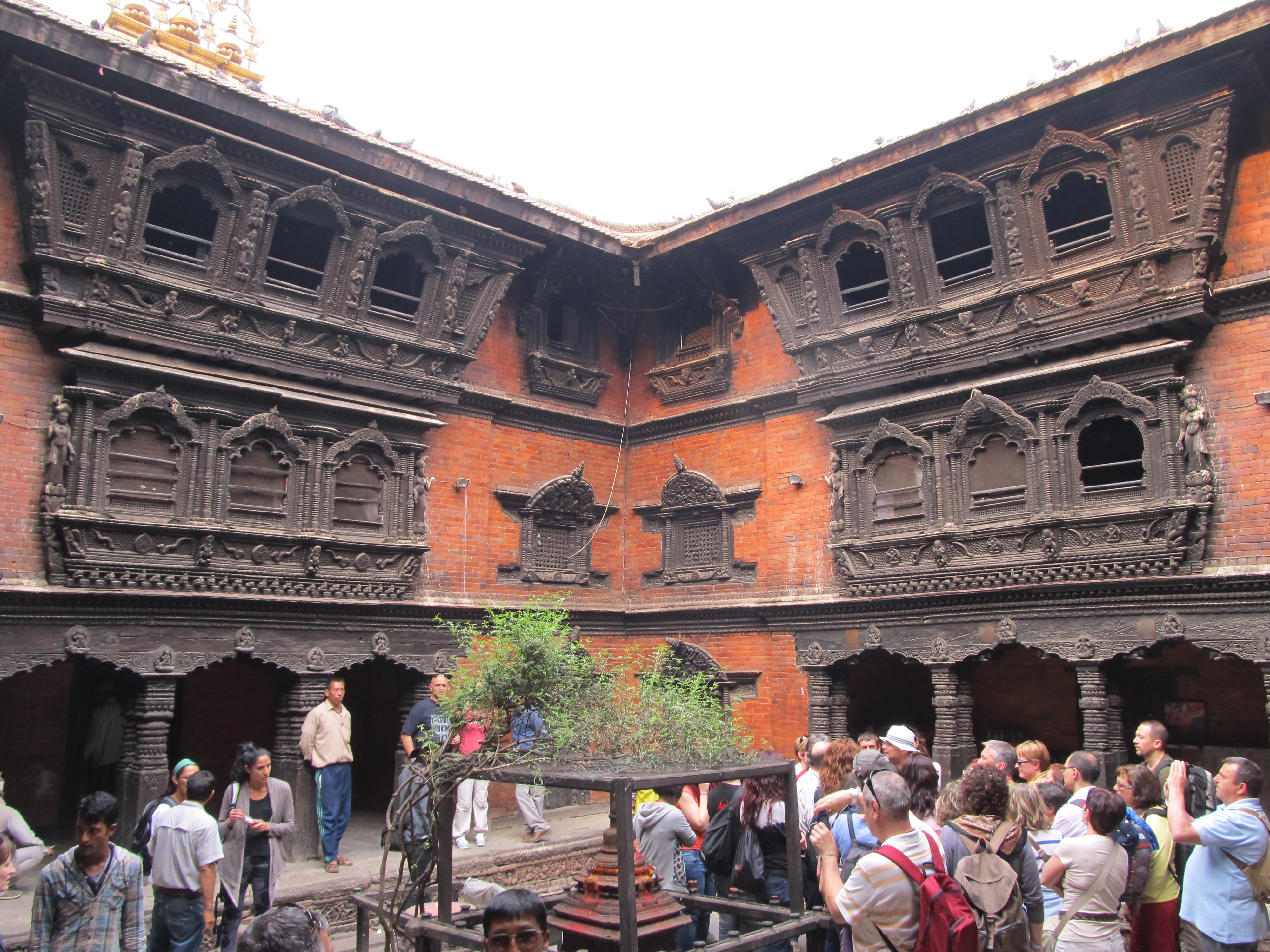
Il cortile della Kumari Bahal

Intorno al 1692, Radhilasmi, la regina vedova di Pratap Malla, eresse i templi alti di Shiva conosciuti come Maju Deval vicino all'immagine di Garuda. Questo tempio si trova su nove piattaforme a gradini ed è uno degli edifici più alti della piazza. Allora il figlio, Bhupalendra Malla, salì al trono e esiliò la regina vedova nelle colline. La sua morte è arrivata in anticipo, all'età di 21 anni e la sua regina vedova, Bhuvanalaksmi, costruì un tempio in piazza conosciuto come Kageswara Mahadev. Il tempio è stato costruito in stile Newari e ha agito in sostituzione al culto di un tempio lontano nelle colline. Dopo il terremoto, nel 1934, il tempio è stato restaurato con un tetto a cupola, che era estraneo all'architettura Newari.
Jayaprakash Malla, l'ultimo re Malla a governare Katmandu, ha costruito un tempio per la Kumari e Durgā nel suo stato virginale. Il tempio è stato nominato Kumari Bahal ed è stato strutturato come un tipico vihara Newari. Nella sua casa risiede la Kumari, una ragazza che è venerata come la dea vivente. Ha anche fatto costruire un carro per la Kumari.

### Sotto la dinastia Shah

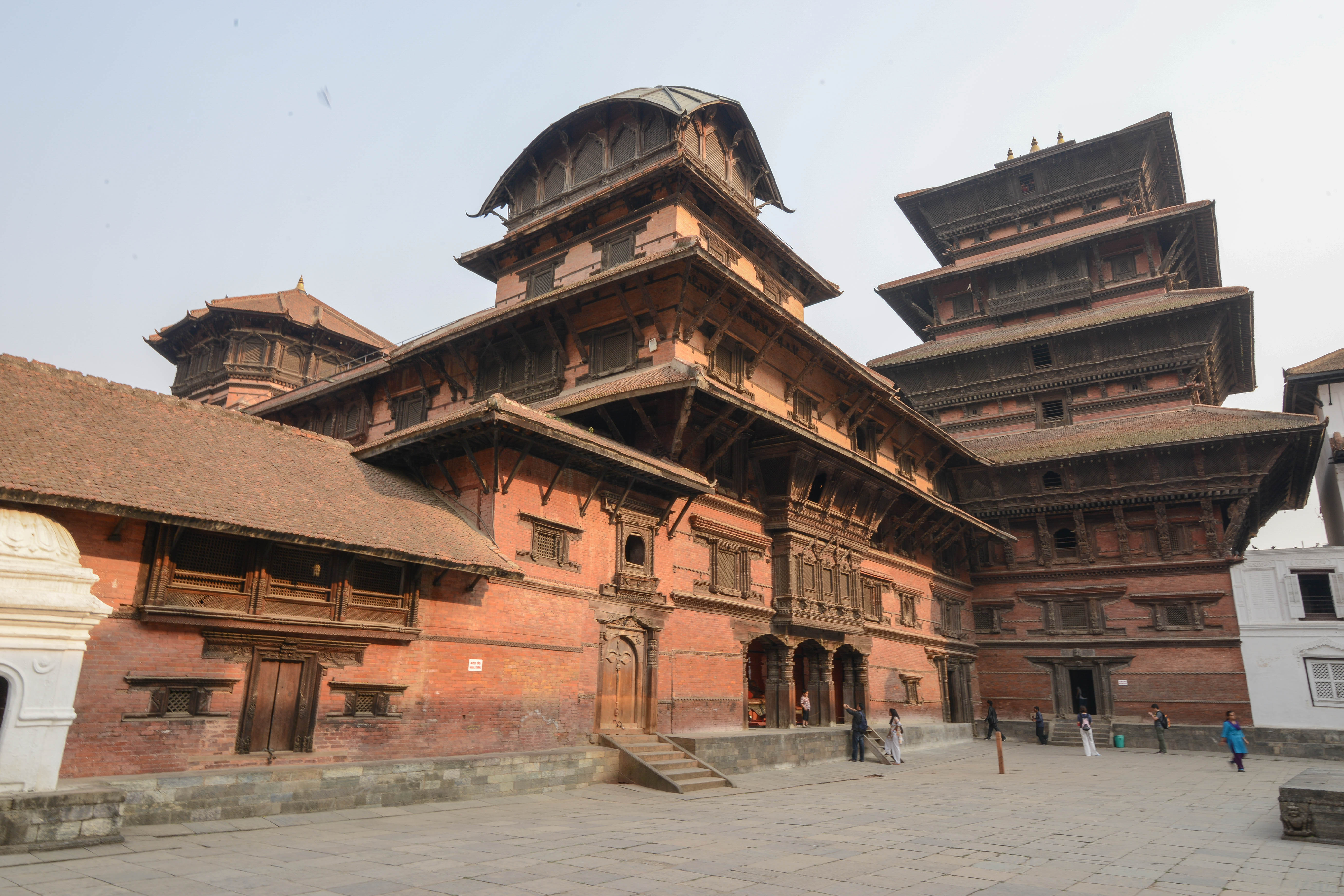
La torre di Basantapur

Durante la dinastia Shah che seguì, piazza Durbar ha visto una serie di modifiche. Due dei templi più unici in piazza sono stati costruiti in questo periodo. Uno è il Nautale, un edificio di nove piani conosciuto come Basantapur Durbar. Ha quattro tetti e si trova alla fine di Nasal Chowk sul lato orientale del palazzo. Si dice che questo edificio sia stato impostato come una casa di piacere. I piani superiori dispongono di finestre in stile Newari, sanjhya e tikijhya. L'altro tempio è allegato al Vasantapur Durbar e ha quattro storie. Questo edificio era inizialmente conosciuto come Vilasamandira, o Lohom Chowk, ma ora è comunemente noto come Basantapur o Tejarat Chowk. I piani inferiori della Basantapur Chowk mostrano ampie sculture in legno e i tetti sono realizzati in popolare stile moghul. L'archivio di Stato che Prthivi Narayan Shah ha costruito questi due edifici è del 1770.
Rana Bahadur Shah fu insediato all'età di due anni. Bahadur Shah, il secondo figlio di Prithvi Narayan Shah, ha stabilito come reggente il suo giovane nipote Rana Bahadur Shah per quasi un decennio dal 1785 al 1794 e costruì un tempio di Shiva Parvati. Questo tempio ad un solo tetto è stato progettato in stile Newari ed è molto simile ai precedenti costruiti dai Malla. È di forma rettangolare, e sancisce il Navadurga, un gruppo di dee, al piano terra. Ha un'immagine di legno di Shiva e Parvati alla finestra del piano superiore, a guardare i passanti della piazza. Un'altra significativa donazione effettuata durante il periodo di Rana Bahadur Shah è la testa in metallo laccato di Swet Bhairav vicino al Tempio di Degutale. È stata donata in occasione del festival di Indra Jatra nel 1795 e continua a svolgere un ruolo di primo piano durante il festival di ogni anno. Questo volto di Bhairava è alto circa dodici piedi ed è nascosto dietro uno schermo di legno per il resto dell'anno. Dopo questa donazione Rana Bahadur ha donato una grande campana di bronzo come offerta alla Dea Taleju. Insieme con il battito di enormi tamburi donati da suo figlio Girvan Yudha, la campana veniva suonata ogni giorno durante l'adorazione rituale quotidiana alla dea. Successivamente tali strumenti sono stati utilizzati anche come sistema di allarme. Tuttavia, dopo la morte della sua amata terza moglie Kanimati Devi a causa del vaiolo, Rana Bahadur Shah divenuto pazzo dal dolore aveva fracassato molte immagini di dei e dee tra cui la statua di Taleju e la campana, nonché Sitalá, la dea del vaiolo.

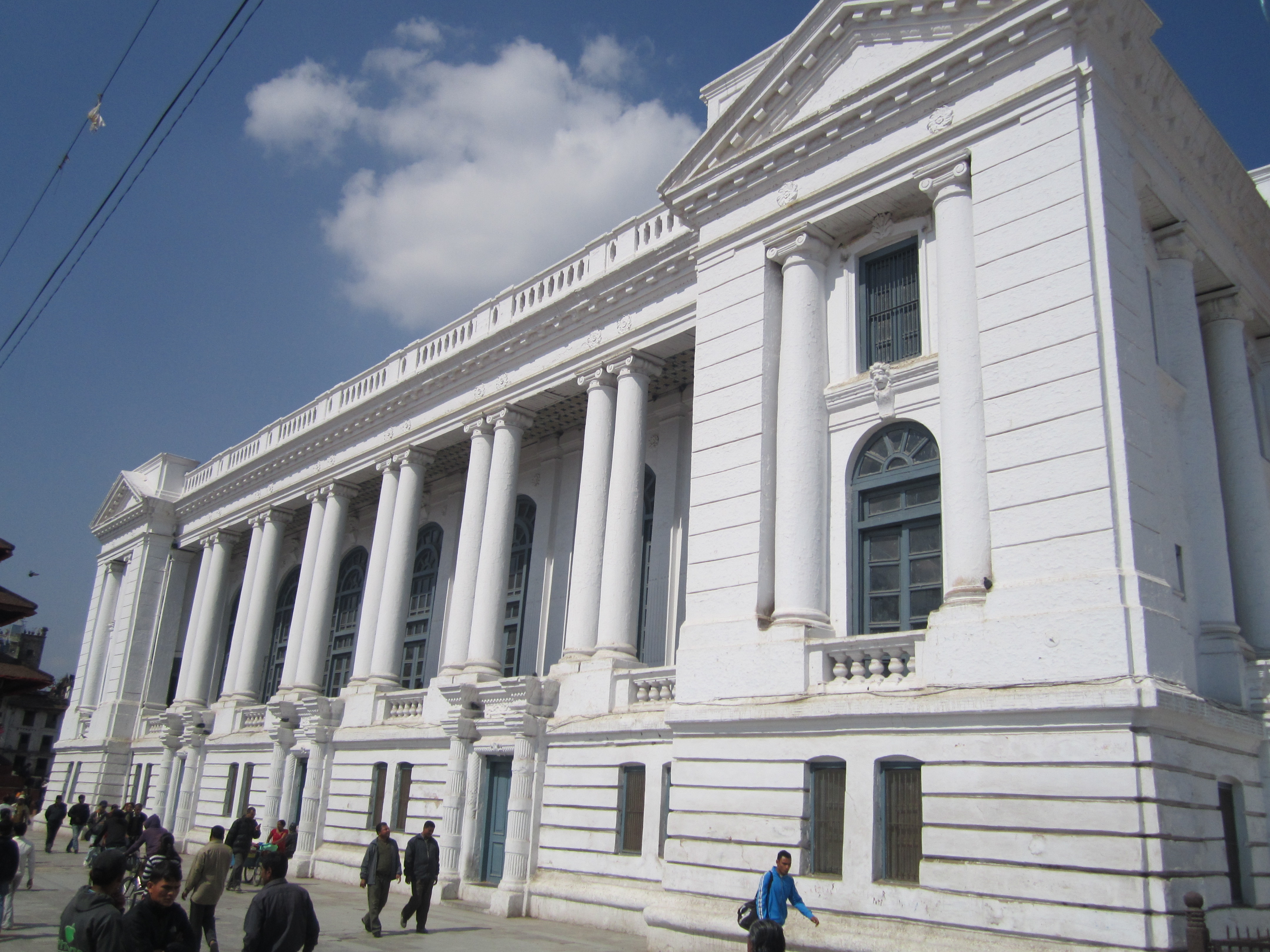
Gaddhi Baithak

Nel 1908, il palazzo, Gaddi Durbar (Gaddhi Baithak), è stato costruito utilizzando i disegni architettonici europei. Il Primo Ministro Rana che aveva preso il potere ma non il trono del paese che era detenuto dagli Shah (1846-1951) era fortemente influenzato dallo stile europeo. Il Gaddi Durbar è coperto di intonaco bianco, ha colonne greche e confina con una grande sala delle udienze, tutte caratteristiche straniere rispetto l'architettura nepalese. I balconi di questo Durbar sono stati riservati per la famiglia reale durante le feste per mostrare la piazza sottostante.
Alcune delle parti della piazza come il Hatti Chowk, vicino al Kumari Bahal nella sezione meridionale della piazza sono state rimosse durante il restauro dopo il devastante terremoto nel 1934. Mentre la costruzione della nuova strada, nella parte sud-orientale del palazzo è stata spazzata via, lasciando frammenti solo in luoghi come testimonianze del loro passato.
Nel 1979 la piazza assieme ad altri monumenti della Valle di Katmandu sono diventati patrimonio UNESCO.

### I danni del terremoto
Il 25 aprile 2015, un terremoto con una grandezza stimata di 7,9 M ha colpito la regione e gravemente danneggiato la piazza, riducendo diversi edifici in macerie

## Visitando la piazza

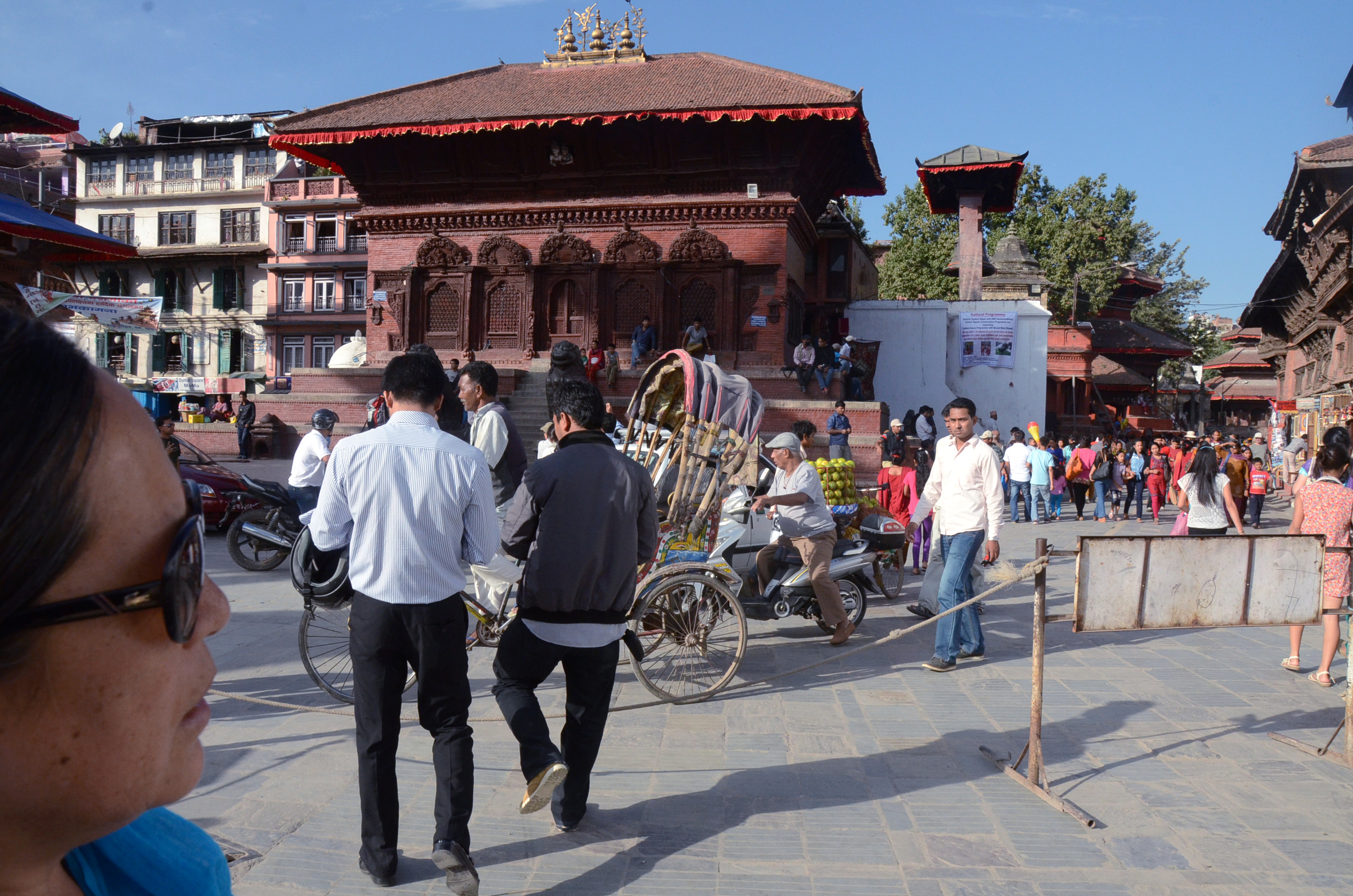
La piazza nel 2013

Piazza Durbar Square è il sito di Hanuman Dhoka, che fu la residenza reale fino al XIX secolo e dove le cerimonie importanti, come l'incoronazione del monarca nepalese, ha avuto luogo. Il palazzo è decorato con finestre in legno riccamente intagliate con pannelli e ospita il Memorial Museum del Re Tribhuwan e il Museo Mahendra. È possibile visitare le sale di all'interno del palazzo.
Di volta in volta i templi e i palazzi della piazza sono passati attraverso la ricostruzione dopo essere stati danneggiati da cause naturali o per negligenza. I templi sono conservati come patrimonio nazionale e il palazzo viene utilizzato come Museo di Hanuman Dhoka. Solo alcune parti del palazzo sono aperte per i visitatori e i templi di Taleju sono aperti solo per le persone di fede indù e buddisti.
All'estremità meridionale della piazza vi è una delle più curiose attrazioni in Nepal, la Kumari Chok. Questa “gabbia dorata” contiene il Raj Kumari, una ragazza scelta attraverso un processo di selezione antico e mistico per diventare l'incarnazione umana della dea madre indù Durga. Lei è venerata durante le feste religiose e fa apparizioni pubbliche in altri tempi veniva pagata anche una tassa per le sue guardie.